# دم‌بادبزنی شکم‌زنگاری
دم‌بادبزنی شکم‌زنگاری (نام علمی: Rhipidura teysmanni) نام یک گونه از سرده دم‌بادبزنی است.